# Строма (остров)
Строма (англ. Stroma) — шотландский остров в проливе Пентленд-Ферт, соединяющем Северного море с Атлантическим океаном, между северной оконечностью острова Великобритания и Оркнейскими островами. К последним обычно не относится. Исторически входила в графство Кейтнесс, административно входит в состав области Хайленд.
Наивысшая точка — 53 м над уровнем моря, размеры — 3,5 км на 1,5 км.
На острове в XIX веке жило около 500 человек, но в 1901 году население составляло уже только 375 жителей. В XX веке численность продолжала снижаться: в 1940-е жило уже около 100 человек, а последние две семьи покинули остров в 1962 году.
Пролив Пентланд-Ферт опасен водоворотами и приливными течениями для судоходства. Поэтому в 1896 году был построен маяк высотой 23 м, автоматизированный в 1997 году. Он подаёт две белых вспышки каждые 20 секунд.
Ввиду отсутствия населения, регулярный транспорт на остров отсутствует. Иногда его посещают туристические лодки.